# Кеплер, Катарина
Катари́на Ке́плер (Катерина Кеплер; нем. Katharina Kepler, урождённая Guldenmann; 1547—1622) — мать математика и астронома Иоганна Кеплера, обвинялась в колдовстве (1615—1621).

## История
Содержала трактир, подрабатывала гаданием и занималась лечением лекарственными растениями.
Её тётка была сожжена на костре по обвинению в колдовстве.
В декабре 1615 года в городе Леонберг против неё был начат процесс. Некая Урсула Рейнбольд показала, что Кеплер давала ей зелье, от которой ей сделалось дурно, и утверждала, что Катарина — ведьма.
Защитой обвиняемой занимались юристы Тюбингенского университета, и дело закончилось её оправданием.
В 1616 году Кеплер увёз мать с собой в Линц, однако четыре года спустя она вернулась в Леонберг, где была взята под стражу и посажена на железную цепь в городских воротах. Даже когда ей показали орудия пытки, она заявила, что вины своей не признает и предпочитает смерть.
В 1620 году её защитой занялся её сын.
4 октября 1621 года суд над К. Кеплер был завершён.
Скончалась в апреле 1622 года.